# Atlantic Hôtel
L'Atlantic Hôtel est un des premiers grands hôtels de luxe construit au début du XXe siècle à Paris-Plage, dans le département français du Pas-de-Calais en région Hauts-de-France.

## Construction
Cet hôtel, classé « hors classe », du Touquet-Paris-Plage, fait partie des 7 grands hôtels de cette catégorie en activité avant la Seconde Guerre mondiale, les autres sont, le Grand-Hôtel, l’Hôtel-Hermitage, l’hôtel des Anglais, le Golf-Hôtel, le Royal Picardy et l’Hôtel Westminster, seul ce dernier hôtel est toujours en activité.
C'est le « Touquet Syndicate Limited » qui prend la décision de construire ce gigantesque édifice, à l'extrémité sud du boulevard de la Mer (Docteur Jules Pouget aujourd'hui) et dont la construction coûtera près d'un million de francs. C'est la société française d'entreprise et de crédit qui va se charger de l'opération. C'est l'architecte Henry Martinet, architecte du « Touquet Syndicate Limited », qui fait le plan du nouvel hôtel, il est secondé par M. Kruyst. La construction proprement dite est confiée à M. Dior, le directeur du sous-comptoir des entrepreneurs de la ville de Paris. La première pierre est posée le 28 mars 1904. Aussitôt une équipe de 200 ouvriers parisiens arrive sur les lieux.
Le tout est en pierres de Marquise, recouverte d'un enduit spécial qui imite la pierre de taille. Tous les quinze jours, un étage est construit. Enfin, en quatre mois seulement, tout est achevé, intérieurement comme extérieurement. Toutes les pièces sont tapissées, meublées et prêtes à être habitées.
C'est un vaste bâtiment de quatre étages, avec un pavillon central plus élevé qui en comporte cinq. Il n'y a pas de toit mais une vaste terrasse, ce qui donne à l'édifice un aspect oriental; surtout que les murs sont d'un blanc étincelant. À l'intérieur, le luxe règne partout, associé au plus grand confort : deux choses qui sont vraiment essentielles si on veut attirer la grande clientèle anglaise.

## Histoire
L'hôtel est inauguré le 31 juillet 1904, sous la forme d'un somptueux banquet, MM. Diette et Recoussine, son beau-père, les directeurs du nouvel hôtel, ont lancé de nombreuses invitations, parmi lesquelles, Whitley, Stoneham, Lévêque, Oger, Dacquet, Laurent, Mellis, Delacroix, Grody, Marc Mario, Timmermans, Duflos, Soucaret.
L'orchestre du casino de la forêt joue le God save the King et la Marseillaise.
Le major sir Howard Mellis, M. Grody, administrateur de la société française d'entreprise, M. Martinet, M. Sire, délégué de la compagnie du Nord, prennent successivement la parole, puis, M. Whitley, prononce un discours sur l'entente cordiale.
Édouard Lévêque écrit au sujet de l'hôtel : « Il ne vint personne en 1904 à la station qui ne lui rendit une visite obligée ».
Il est agrandi dès 1911.
La ligne de chemin de fer qui conduit à Berck le longe. La brigade de l'hôtel est dirigée, comme celle de l'hôtel Hermitage, par Fernand Recoussine (maire de Cucq puis premier maire du Touquet-Paris-Plage jusqu'en 1925).
En 1914, au début de la Première Guerre mondiale, les grands hôtels sont réquisitionnés puis transformés en hôpitaux militaires complémentaires, pour recevoir les blessés : l'Atlantic hôtel est l'hôpital complémentaire no 72 dépôts de convalescents et d'éclopés.

## Destruction
En 1943, pendant la Seconde Guerre mondiale, l'Atlantic Hôtel est complètement détruit par l’Organisation Todt qui récupère les pierres pour construire le mur de l'Atlantique et tous les meubles, décorations, tableaux et autres, sont envoyés en Allemagne par train au départ d'Étaples avec l'inscription sur les wagons « cadeaux de nos amis français », l'hôtel ne sera jamais reconstruit.

## Pour approfondir

#### Ouvrage de Martine et Daniel Boivin, Édith et Yves De Geeter,Paris-Plage en cartes postales anciennes
1. 1 2  p. 58.

#### Ouvrage de Philippe Holl,Mémoires en images: Le Touquet-Paris-Plage
1. ↑  p. 90-91.

#### Ouvrage d'Édouard Lévêque,Histoire de Paris-Plage et du Touquet
1. ↑  p. 497,498,499.
2. ↑  p. 509, 510.

#### Ouvrage d'Édith et Yves De Geeter,Images du Touquet-Paris-Plage
1. ↑  p. 136.

#### Autres sources
1. ↑  Librairie F.Bonaventure, 58, rue de Paris, Le Touquet-Paris-Plage, Guide annuaire du Touquet-Paris-Plage 1939-1940, Imprimerie Henry, Le Touquet-Paris-Plage, p. 104.